# عهد ابراهیم

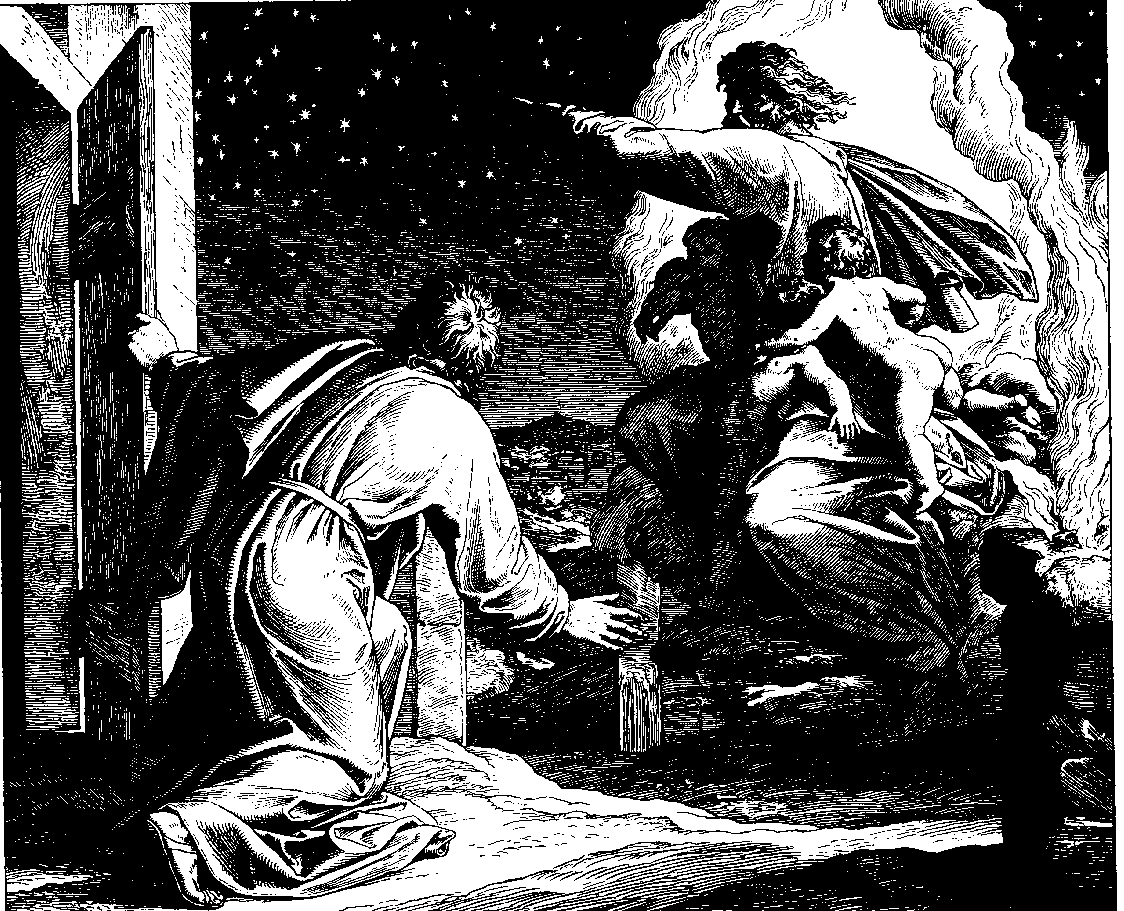
خدای ابراهیم ستارگان را به او نشان می‌دهد و فرزندان او را به آن‌ها تشبیه می‌کند

عهد میان اعضا (عبری: ברית בין הבתרים‎) یا عهد ابراهیم عهدی در سفر پیدایش است که میان ابراهیم و خدایش بسته شد؛ به گفته تنخ، خدای ابراهیم بر او ظاهر شد و آنان عهد بستند که سرزمین اسرائیل سرانجام به فرزندان ابراهیم خواهد رسید. همچنین مقرر شد به عنوان نشانه عهد، ابراهیم و نوادگان ذکورش و بردگان ذکور آن‌ها آلت تناسلی خود را ختنه کنند تا عهدی که بستند را از یاد نبرند.